# Совокупная теория перспектив

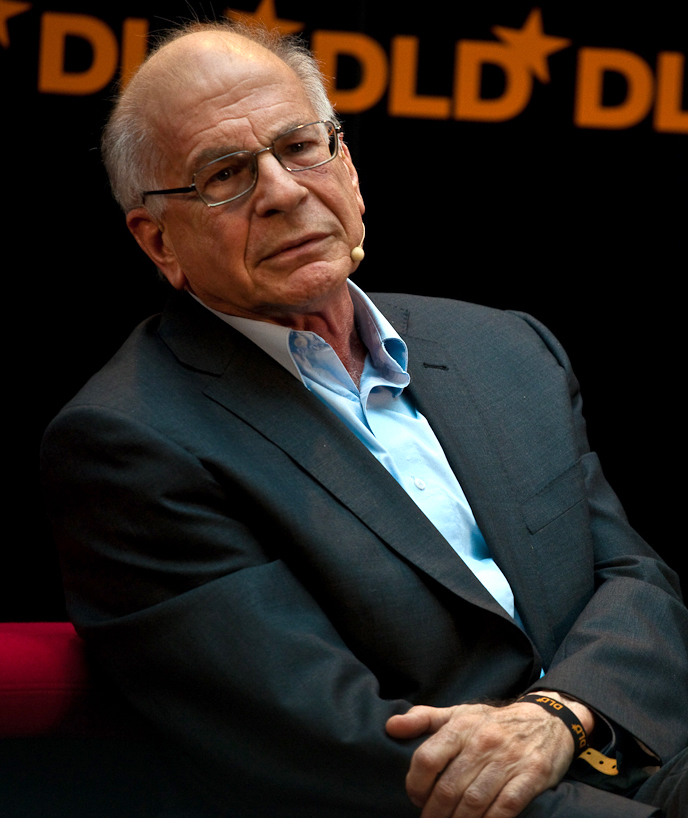
Дэниел Канеман

Совоку́пная тео́рия перспекти́в (СТП) (англ. Cumulative prospect theory) — модель принятия решений в условиях риска и неопределенности. Была выдвинута Амосом Тверски и Даниэлем Канеманом в 1992 году. Является развитием теории перспектив тех же авторов. Разница между теориями заключается в том, что взвешивание применяется к кумулятивной функции распределения вероятностей, как в теории ожидаемой полезности, зависящей от ранга, но не применяется к вероятностям отдельных результатов. В 2002 году Даниэль Канеман получил премию Банка Швеции в области экономических наук памяти Альфреда Нобеля за вклад в поведенческую экономику, в частности за разработку совокупной теории перспектив.
Параметры СТП были оценены для большого числа стран, что свидетельствует о широкой применимости этой теории.

## Схема модели

Рис. 1. Типичная функция стоимости в теории перспектив и кумулятивной теории перспектив. Он присваивает значения возможным результатам лотереи. Функция стоимости является асимметричной и более крутой для потерь, чем для выигрышей, что указывает на то, что потери перевешивают выигрыши.

Рис. 2 Типичная весовая функция в кумулятивной теории перспектив. Он преобразует объективные кумулятивные вероятности в субъективные кумулятивные вероятности.

Основная идея СТП (и предшествующей ей теории перспектив) заключается в том, что люди склонны сравнивать возможные результаты своих действий с неким исходным положением, а не с окончательным статусом (это явление называется эффектом кадрирования). Более того, они по-разному относятся к риску в отношении прибылей (то есть результатов выше контрольной точки) и убытков (то есть результатов ниже контрольной точки) и, как правило, больше заботятся о потенциальных потерях, чем о потенциальных выгодах (т. н. неприятие потерь). Наконец, люди склонны переоценивать экстремальные события, но недооценивать «средние» события. Последний пункт противоречит теории перспектив, которая предполагает, что люди переоценивают маловероятные события независимо от их относительных результатов.
На основе этих фактов CTП модифицирует теорию ожидаемой полезности, заменяя конечный результат выплатами относительно контрольной точки, заменяя функцию полезности функцией ценности, которая зависит от относительной выгоды, и заменяя кумулятивные вероятности взвешенными кумулятивными вероятностями. В общем случае это приводит к следующей формуле субъективной полезности рискованного исхода, описываемой вероятностной мерой {\displaystyle p} :
{\displaystyle U(p):=\int _{-\infty }^{0}v(x){\frac {d}{dx}}(w(F(x)))\,dx+\int _{0}^{+\infty }v(x){\frac {d}{dx}}(-w(1-F(x)))\,dx,}
где:
{\displaystyle v} — функция значения (типичная форма показана на рис. 1);
{\displaystyle w} — весовая функция (Рис. 2)
{\displaystyle F(x):=\int _{-\infty }^{x}\,dp} — кумулятивная вероятность (интеграл вероятностной меры по всем значениям до {\displaystyle x}).
Есть обобщение исходной формулировки Тверски и Канемана от конечного числа различных результатов до бесконечных (то есть непрерывных) результатов.

## Отличия от теории перспектив
Основная модификация теории перспектив заключается в том, что, как и в теории ожидаемой полезности, зависящей от ранга, преобразуются кумулятивные вероятности, а не сами вероятности. Это приводит к вышеупомянутому переоцениванию экстремальных событий, которые происходят с малой вероятностью, а не к переоценке всех событий с малой вероятностью. Модификация помогает избежать нарушения стохастического доминирования первого порядка и упрощает обобщение произвольных распределений результатов. Таким образом, , с теоретической точки зрения, СТП является улучшением по сравнению с исходной теорией перспектив.

## Приложения
Совокупная теория перспектив применялась к целому ряду ситуаций, которые кажутся несовместимыми со стандартной экономической рациональностью, в частности к головоломке премии на акции, головоломке распределения активов, предвзятости статус-кво, различным головоломкам азартных игр и пари, межвременному потреблению и эффекту владения.
Оценка рисков
По мнению специалистов, многие политические риски XXI века кажутся маловероятными,
если рассматривать их в отрыве друг от друга. Например, в США вероятность оказаться жертвой иностранного террориста составляет примерно 1 к 45 000, что намного ниже, чем вероятность умереть от аномальной жары или подавиться едой. Однако кумулятивный риск от международного терроризма часто недооценивают.